# Sergiu Pavel Dan
Sergiu Pavel Dan (n. 27 iunie 1936, Blaj, Alba, România – d. 10 octombrie 2021, Cluj-Napoca, România) a fost un critic literar, istoric literar, eseist și traducător român.

## Biografie
S-a născut la Blaj, în familia prozatorului Pavel Dan (1907–1937) și al soției sale, Giorgina (n. Giurgiu), bibliografă la Biblioteca Centrală Universitară din Cluj. A absolvit Facultatea de Filologie a Universității din Cluj (1957), după care a lucrat ca profesor secundar la liceele „George Coșbuc”, „Emil Racoviță” și Liceul nr. 14 din Cluj. A locuit o perioadă (prin 1961) într-o casă veche, proprietate de stat, de pe strada Ernst Thälmann nr. 16. În anul 1964 a obținut, prin concurs, postul de asistent universitar la Catedra de literatură română a Facultății de Filologie din Cluj. În 1972 a obținut titlul de doctor în filologie la Universitatea din Cluj cu teza Povestirea fantastică românească, elaborată sub conducerea științifică a profesorului Iosif Pervain.
A debutat publicistic în 1964 cu un articol despre Gheorghe Bogdan-Duică în revista Tribuna. A publicat articole, eseuri și studii în revistele Steaua, Echinox, Revue Roumaine, Vatra, Gazeta literară, Viața românească, Manuscriptum, Studia Universitatis «Babeș-Bolyai», Argeș, Cotidianul, România liberă, Tribuna Ardealului etc. Volumul său de debut, Proza fantastică românească (1975), era o amplificare a tezei de doctorat și a fost distins cu Premiul „Bogdan Petriceicu Hasdeu” al Academiei Române. Sergiu Pavel Dan a fost preocupat de antichitatea latină în volumele Spiritul Romei (1979) – o analiză a operei lui Titus Livius, Tacitus și Plinius cel Tânăr – și Visul lui Scipio (1983), iar mai apoi a publicat un volum de eseuri pe teme literare și politice intitulat Fiul Craiului și Spânul (1998). A editat și prefațat opere de Dem. Theodorescu (În cetatea idealului), Ion Minulescu (Cetiți-le noaptea) și Pavel Dan (Jurnal și Urcan bătrânul), a colaborat la Dicționar analitic de opere literare românești (coord. Ion Pop, 4 vol., 1998–2002) și a tradus romanul Woodstock sau Cavalerul: o poveste din anul 1651 al lui Walter Scott, publicat în 1993.
Și-a dedicat aproape întreaga viață promovării operei tatălui său, organizând și participând la manifedtări dedicate scriitorului Pavel Dan la Cluj, Turda, Blaj, Triteni, Bistrița, Beclean, Salva, Năsăud și Maieru. A elaborat, împreună cu Ion Buzași și Aurel Podaru, două volume dedicate acestuia: Amintiri despre Pavel Dan (Editura Limes, Cluj-Napoca, 2003) și Pavel Dan și Blajul (Editura Clubul Saeculum, Beclean, 2007). În toamna anului 2013, cu ocazia simpozionului „Opera lui Pavel Dan în liceu”, organizat de Societatea Scriitorilor din Bistrița-Năsăud, Sergiu Pavel Dan a afirmat următoarele: „De includerea sau neincluderea unui autor în programele școlare, depind nemijlocit ritmul reeditărilor, amploarea tirajelor și, la urma urmelor, validarea acceptării sale ca una din valorile literare certe. Faptul e ilustrat edificator de saltul uriaș al audienței înregistrate de proza lui Ion Agârbiceanu (rămasă decenii în șir într-un anume con de umbră) odată cu preluarea sa de către manualele școlare. Or, Pavel Dan continuă să împărtășească, din păcate, soarta altor prozatori importanți ai epocii dintre cele două războaie. Ca și în cazul lui Gib Mihăescu, Cezar Petrescu sau Ionel Teodoreanu, despre creația sa nu li se oferă elevilor - așadar cercului larg de creatori potențiali de literatură – nici măcar cunoștințele necesare unui rezumativ capitol intitulat: «Alți scriitori ai perioadei interbelice».”.
A fost membru al Uniunii Scriitorilor din România, Filiala Cluj. Publicistul Aurel Podaru, care i-a fost prieten, i-a făcut următorul portret: „Sergiu Pavel Dan a fost un om de o integritate morală ireproșabilă. A fost un om și un domn în adevăratul sens al cuvântului. Un domn de modă veche, aș mai adăuga. În corespondența noastră, ca să dau un singur exemplu, el folosea pixul sau stiloul și hârtia (ca și Ion Buzași, de altfel!), niciodată suportul electronic. Un tradiționalist convins și la acest capitol. Modest și discret. Cu simțul umorului. Ironic și autoironic. Un redutabil polemist.”.
Sergiu Pavel Dan a decedat la 10 octombrie 2021, la vârsta de 85 de ani.

## Activitatea științifică
Sergiu Pavel Dan este cunoscut în special ca urmare a studiului Proza fantastică românească (1975), distins cu premiul „Bogdan Petriceicu Hașdeu” al Academiei Române, care este considerat prima investigație amplă asupra literaturii fantastice românești și o monografie literară de referință. Autorul evidențiază prezența masivă a unor elemente fantastice, sub diverse forme, și clasifică motivele fantastice din literatura românească si universală, acceptate ulterior de alți specialiști în domeniu care l-au invitat pe autor să participe la coeditarea unei antologii de profil precum Roumanie phantastique, apărută în 1983, la Bruxelles.
Volumele Spiritul Romei (1979) și Visul lui Scipio (1983) cercetează modelele romane de gândire a istoriei, remarcându-se printr-o capacitate deosebită de esențializare a fenomenului istorico-literar și prin urmărirea acestei idei în beletristică la autori străini ca Dostoievski sau români ca Mircea Eliade, Anton Holban, Camil Petrescu ori I. L. Caragiale. Autorul s-a orientat apoi spre eseu, publicând volumul Fiul Craiului și Spânul (1998), în care a întreprins o incursiune captivantă în istoria romanului european și românesc, urmărind prezența unor motive literare de la Walter Scott la Marin Preda, condamnând tendințele literare didacticiste precum „iluminismul” Școlii Ardelene și „conservatorismul” sămănătorist ș.a. și făcând o pledoarie pentru reconsiderarea lui Cezar Petrescu. Volumul Povestirile în ramă (2001) cercetează structurile mentale care au determinat apariția povestirilor în ramă, analizând povestirile sadoveniene, povestirile din O mie și una de nopți, povestirile lui Giovanni Boccaccio, Geoffrey Chaucer, Jan Potocki și Wilhelm Hauff etc.
Următorul volum, Fetele fantasticului. Delimitări, clasificări și analize (2005), revine la problematica analizată de Sergiu Pavel Dan în primul său volum, operând o restructurare a categoriilor anterioare de fantastic. Autorul a reluat unele argumente și ipoteze, adâncind cercetarea și redefinind literatura fantastică astfel: Literatura cu acest nume țintește (…), spre a-și justifica existența, să postuleze, să certifice realitatea supranaturalului. Și o face cu atât mai insistent cu cât miracolele pe care le înfățișează nu sunt dintre cele arhicunoscute, anteacceptate, deci aparținătoare unor consacrate credințe și ritualuri religioase, mitologice, magico-inițiatice ori folclorice, ci nebănuite, inedite, deci «eretice» în raport cu căile bătătorite ale firescului”.

## Opera
- Proza fantastică românească, Ed. Minerva, București, 1975;
- Spiritul Romei. O privire comparativă asupra gândirii politice și faptei unui popor (Titus Livius, Cornelius Tacitus, Plinius cel Tânăr), Ed. Dacia, Cluj-Napoca, 1979;
- Visul lui Scipio. Istoria Romei ca poveste filosofică, Ed. Dacia, Cluj-Napoca, 1983;
- Fiul Craiului și Spânul: eseuri, Ed. Dacia, Cluj-Napoca, 1998;
- Povestirile în ramă: ipostaze universale și românești ale unei structuri, Ed. Paralela 45, Cluj-Napoca, 2001 (ed. a II-a, 2003);
- Fețele fantasticului. Delimitări, clasificări și analize, 2005;
- Republică și uzurpare: un eseu istorico-politic, Ed. Dacia, Cluj-Napoca, 2007;
- Cărările diversiunii (semnal!), Ed. Dacia, Cluj-Napoca, 2009 (ed. a II-a, 2020);
- Răstimpul dezlănțuirilor politice: eseuri istorice, Ed. Ecou Transilvan, Cluj-Napoca, 2012;
- Învolburări și vremuieli politice, eseuri, Ed. Școala Ardeleană, Cluj-Napoca, 2015.

### Antologii
- Roumanie fantastique, introducerea editorului (Le profil de la litterature fantastique roumaine), Bruxelles, 1983 (în colaborare cu A.B. Goorden).

### Traduceri
- Walter Scott, Woodstock sau Cavalerul. O poveste din anul 1651, prefața traducătorului, Cluj-Napoca, 1993.

## Galerie de imagini

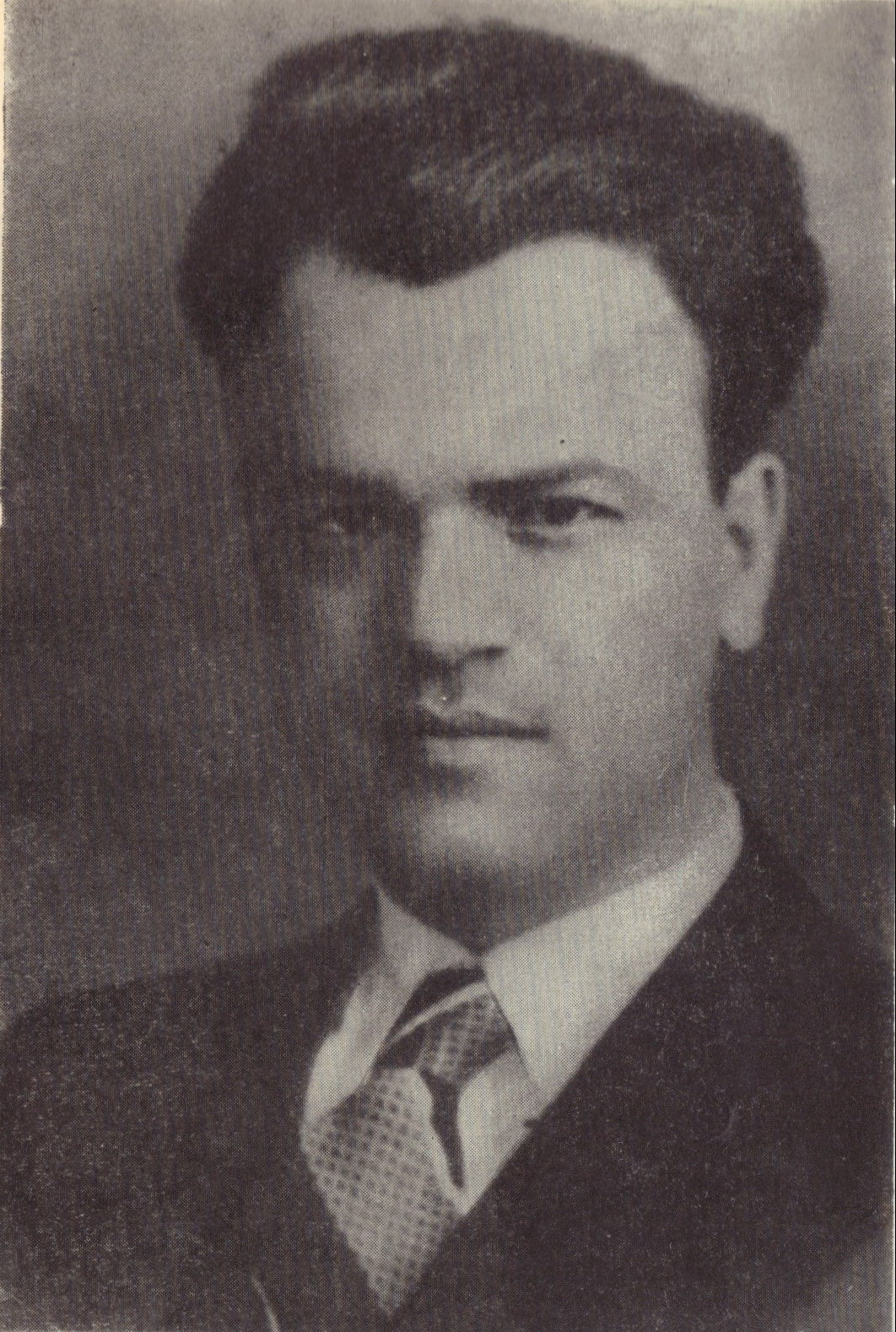
Tatăl lui, scriitorul Pavel Dan (1935)
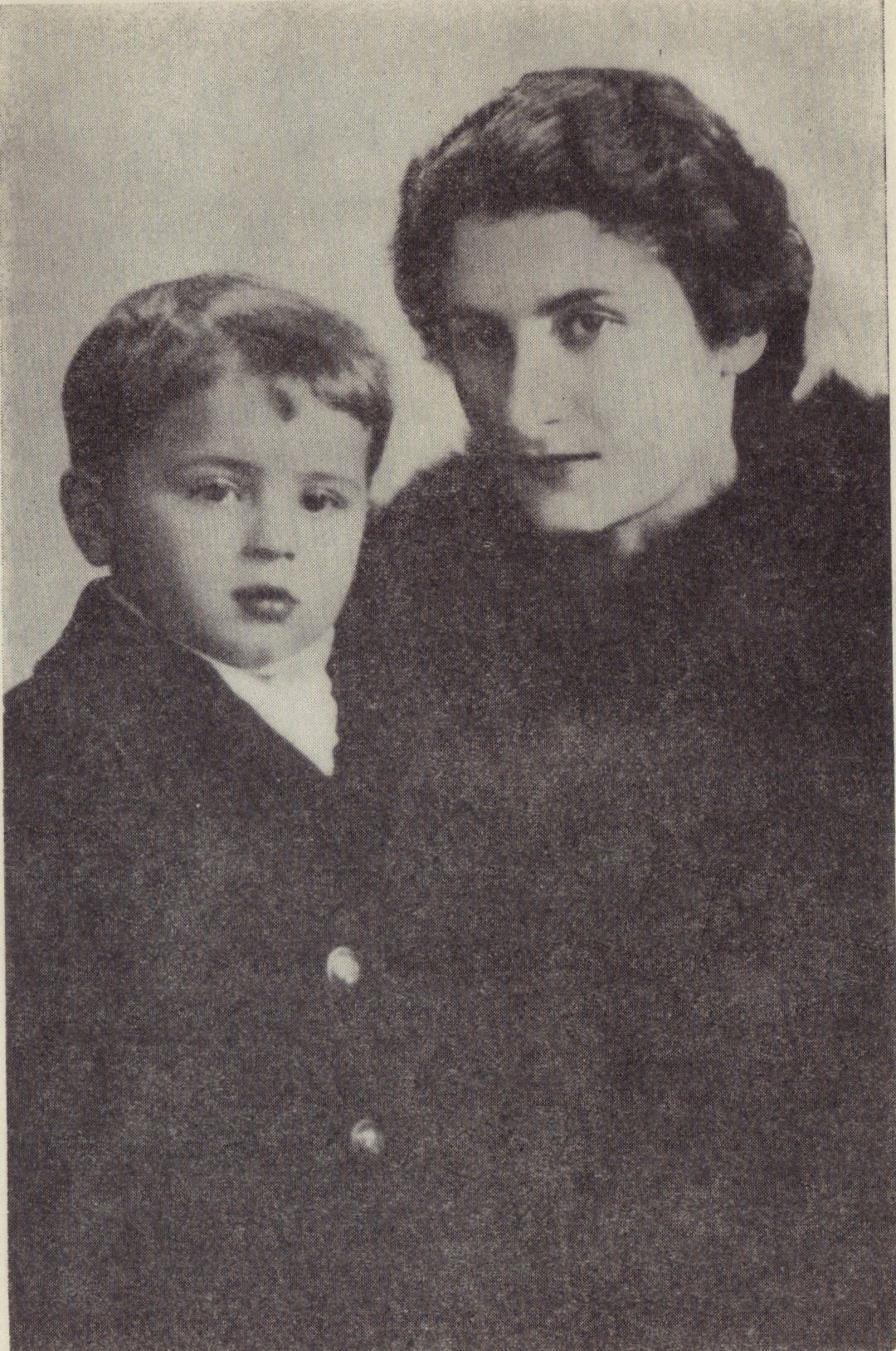
Sergiu Pavel Dan împreună cu mama lui, Georgina Dan-Morariu (1938)
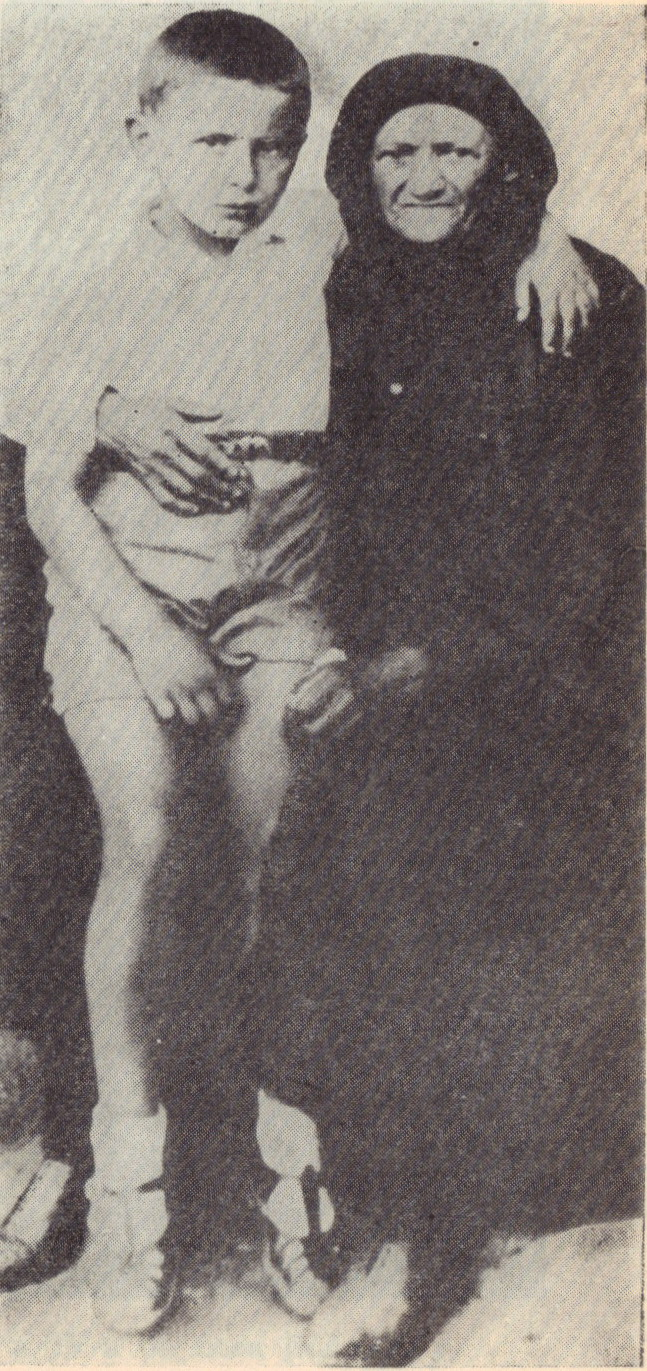
Sergiu Pavel Dan împreună cu bunica lui, Nastasia Dan